# Juri Wladimirowitsch Andropow

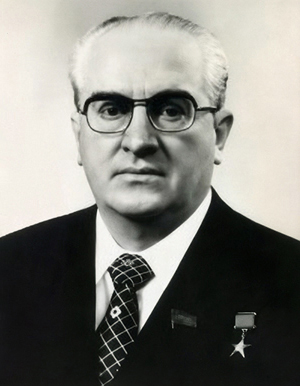
Juri Andropow (1980)

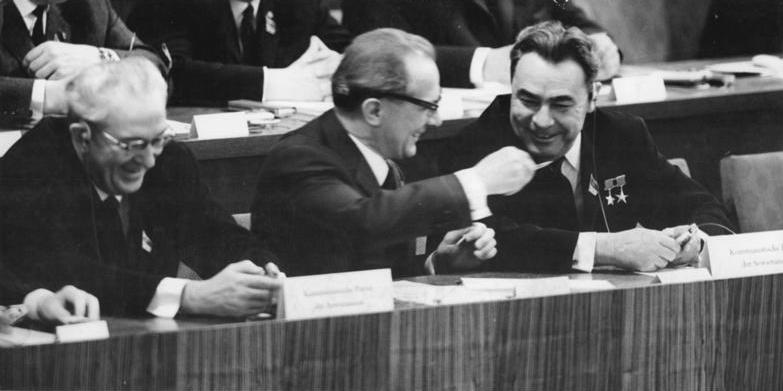
Andropow (links) neben Erich Honecker und Leonid Breschnew (1967)

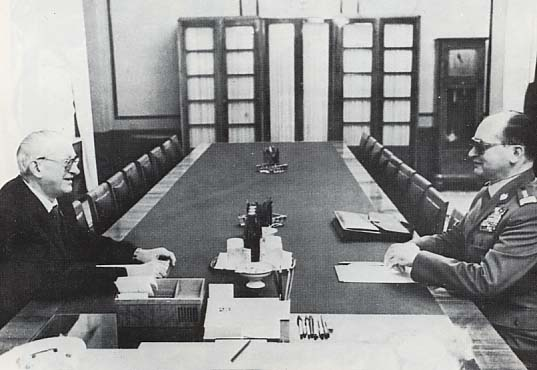
Andropow und Wojciech Jaruzelski (1982)

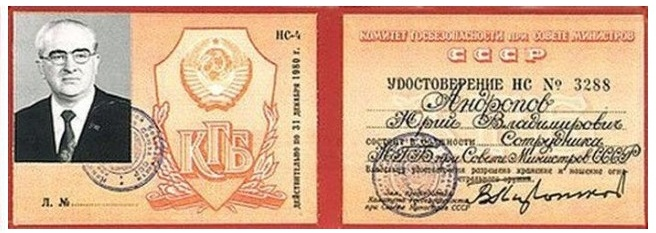
Der Ausweis des Vorsitzenden des KGB der UdSSR Juri Andropow.

Juri Wladimirowitsch Andropow (russisch Юрий Владимирович Андропов, wiss. Transliteration Jurij Vladimirovič Andropov; * 2. Junijul. / 15. Juni 1914greg. in der Staniza Nagutskaja, Gouvernement Stawropol, Russisches Kaiserreich, heute Rajon Andropow, Region Stawropol; † 9. Februar 1984 in Moskau) war ein sowjetischer Politiker. Er leitete von 1967 bis November 1982 das KGB und war dann bis zu seinem Tod Generalsekretär des Zentralkomitees (ZK) der KPdSU. Er war von Juni 1983 bis zu seinem Tod Vorsitzender des Präsidiums des Obersten Sowjets und damit Staatsoberhaupt der Sowjetunion.

## Leben

### Kindheit und Jugend
Andropow wurde 1914 im nordkaukasischen Nagutskaja als Sohn des Bahnbediensteten Wladimir Konstantinowitsch Andropow geboren. Die Mutter Jewgenia Karlowna (geborene Fleckenstein) war Tochter eines Moskauer Juweliers aus Finnland. Nach Andropows Aussagen waren die Fleckensteins jüdischer Herkunft. Juri Andropow lebte etwa ab dem dritten Lebensjahr in Nagutskaja und ab 1920 mit seiner Familie in Mosdok, wo er 1930 nach Abschluss der siebenjährigen Mittelschule Mitglied des Kommunistischen Jugendverbandes Komsomol wurde.
1930 begann er beim örtlichen Telegrafenamt zu arbeiten und wurde kurz darauf Kinomechaniker im Mosdoker Eisenbahnerklub. Ab 1932 war Andropow Matrose in der Binnenschifffahrt und wurde zum Studium an die Fachschule für Wassertransport in Rybinsk an der Wolga delegiert, wo er ein Jahr später zum Sekretär des Komsomol-Komitees der Fachschule gewählt wurde. Gleichzeitig belegte er Kurse an der historischen Fakultät des Rybinsker Instituts für Fernstudien. Nach Abschluss seiner Ausbildung an der Fachschule für Wassertransport war Andropow ab 1936 Jugendleiter in einer Rybinsker Schiffswerft. Er wurde auch zum Mitglied des Rybinsker Stadtkomitees des Kommunistischen Jugendverbandes gewählt.
1937 wurde Andropow Kandidat der WKP (B) und noch im selben Jahr Abteilungsleiter und Mitglied des Ständigen Büros des Rybinsker Komsomol-Komitees. Man setzte ihn bald danach als Leiter der Abteilung für Schüler und Studenten in das Gebietskomitee des Komsomol in Jaroslawl ein, zu dessen drittem Sekretär er 1937 ernannt wurde. 1938 wurde Andropow zum Ersten Sekretär des Jaroslawler Gebietskomitees des Kommunistischen Jugendverbandes gewählt.

### Karriere bis 1982

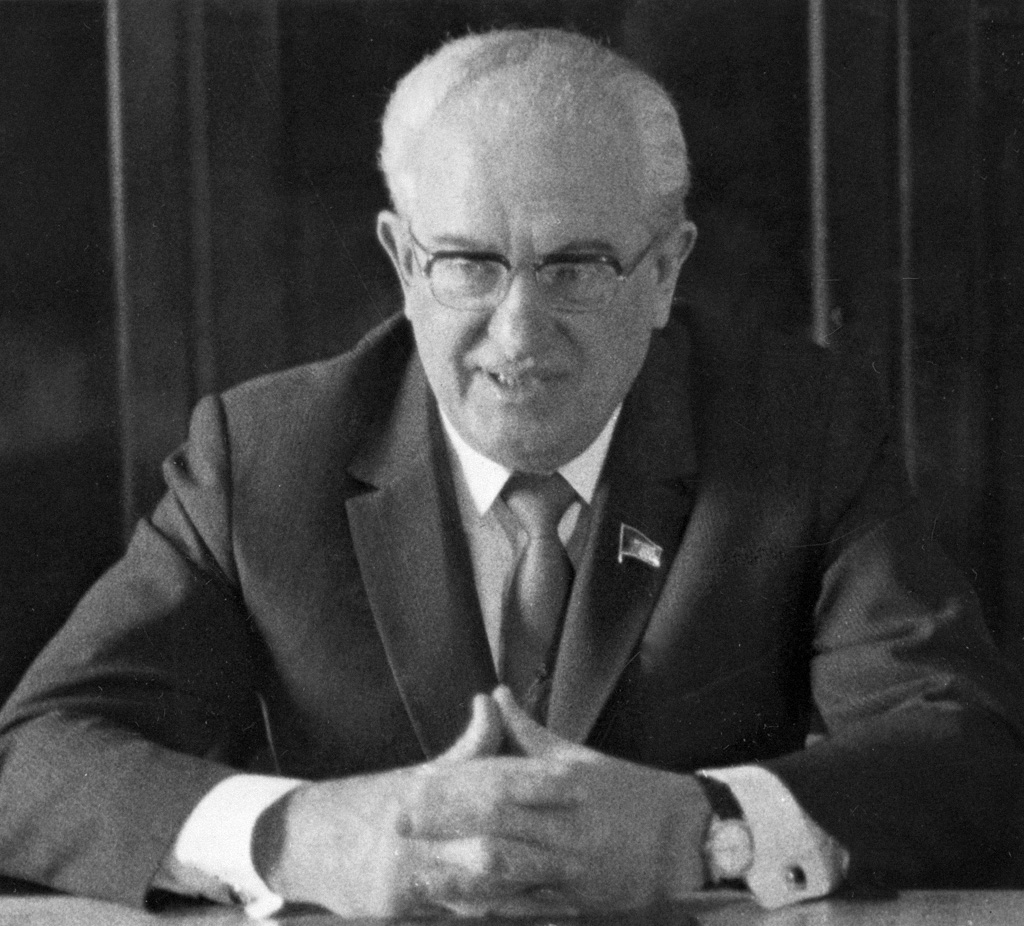
Andropow im Jahr 1974

Nach zweijähriger Kandidatenzeit trat Andropow 1939 als Vollmitglied der WKP(B) bei. 1940 übersiedelte er nach Petrosawodsk (finnisch/karelisch: Petroskoi) in Karelien und bekleidete bis 1944 den Posten des Ersten Sekretärs des Kommunistischen Jugendverbandes Komsomol in der Karelo-Finnischen SSR. Im gleichen Jahr schrieb er sich an der Petrosawodsker Universität ein, musste sein Studium aber schon bald wegen des Zweiten Weltkrieges und der Besetzung Petrosawodsks durch finnische Truppen im Fortsetzungskrieg abbrechen. Während des Zweiten Weltkrieges war Andropow einer der Organisatoren der gegen Deutschland kämpfenden karelischen Partisanenbewegung.
1944 wurde er zum Zweiten Sekretär des Gebietskomitees der WKP(B) von Petroskoi/Petrosawodsk, 1947 zum Zweiten Sekretär der WKP(B) in der Karelo-Finnischen SSR gewählt.
1946 nahm Andropow sein Studium an der Petrosawodsker Staatsuniversität wieder auf, wo er als Fernstudent bis 1951 fünf Grundkurse an der historisch-philologischen Fakultät abschloss. Ab den späten 1940er Jahren studierte er an der Moskauer Parteihochschule des ZK der KPdSU, wo er zunächst bis 1950 vier Fernkurse absolvierte und nach längeren Unterbrechungen Ende der 1960er Jahre (schon als Vorsitzender des KGB) ein Diplom erwarb.
Ab 1951 war er im Sekretariat des Zentralkomitees der KPdSU(B) in Moskau tätig, zunächst als Inspektor in einer Unterabteilung der ZK-Abteilung für Angelegenheiten der Partei-, Gewerkschafts- und Komsomol-Organe, ab 1953 dann als Leiter der genannten Unterabteilung.
1953 wechselte er in den diplomatischen Dienst, wo er in kurzer Zeit verschiedene Positionen bekleidete. Nach einem Praktikum in der Skandinavischen Abteilung des sowjetischen Außenministeriums war Andropow Leiter der 4. Europäischen Abteilung im Außenministerium und schließlich Botschaftsrat bei der sowjetischen Botschaft in Budapest.
1954 wurde Andropow zum sowjetischen Botschafter in Ungarn ernannt. In seine Amtszeit fiel der ungarische Volksaufstand (23. Oktober bis 4. November 1956), den die Sowjetarmee blutig niederschlug. Aus dieser Zeit stammt auch seine lebenslange enge Freundschaft mit dem langjährigen Ersten Sekretär (später: Generalsekretär) der Ungarischen Sozialistischen Arbeiterpartei János Kádár.
Er kehrte 1957 in die Sowjetunion zurück und wurde zum Leiter der Abteilung für die Beziehungen zu den kommunistischen und Arbeiterparteien der sozialistischen Staaten im Zentralkomitee ernannt. Auf dem XXII. Parteitag der KPdSU 1961 wurde er zudem zum Mitglied des Zentralkomitees der KPdSU gewählt. 1962 bis 1967 war Andropow erstmals Sekretär des Zentralkomitees.
Von Mai 1967 bis Mai 1982 war Andropow Vorsitzender des Komitees für Staatssicherheit (KGB). Nach nur wenigen Wochen im Amt erklärte er den „Einfluss von fremder Ideologie“ und die „politische Unreife der Sowjetbürger vor allem unter den Intellektuellen und Jugendlichen“ zur größten Bedrohung für den Staat, worauf der Sicherheitsrat den Dienst um eine Hauptverwaltung erweiterte. Gleichzeitig war er um die Stellung der Sowjetunion als technologische Vormacht besorgt und warnte Breschnew 1968, dass die sowjetische Wissenschaft und Technologie innerhalb der nächsten zwanzig Jahre ihre Position verlieren könnte, wenn sie ihre Anstrengungen zur Entwicklung von Elektronik und automatisierten Systemen nicht verdoppeln würde.
In Weiterentwicklung der Anschauungen Felix Edmundowitsch Dserschinskis, des Begründers der sowjetischen geheim- und sicherheitsdienstlichen Tradition in den frühen 1920er Jahren, begriff Andropow die Aufgabe der Sicherheitsorgane als umfassenden Schutz der Gesellschaft und ihrer sozialistischen Grundordnung vor äußeren und inneren Angriffen. Aus dieser Einstellung heraus initiierte er die größte Spionageaktion des KGB im Kalten Krieg, die Operation RJaN.
Gemäß dem neuen Credo gelangen dem KGB in der Sowjetunion, anderen sozialistischen Staaten und darüber hinaus auch in westlichen Staaten während Andropows Amtszeit bedeutende Erfolge auf dem Gebiet der Spionageabwehr, Aufklärung und Gegenspionage, Propaganda und Gegenpropaganda sowie beim Kampf gegen innere Gegner der sozialistischen Gesellschaftsordnung. Dabei wurden auch menschenrechtswidrige Maßnahmen angewendet, so z. B. die Einweisung von politischen Gegnern in psychiatrische Anstalten (siehe Politischer Missbrauch der Psychiatrie in der Sowjetunion).
Gleichzeitig mit seiner Ernennung zum Vorsitzenden des KGB wurde Andropow zum Kandidaten des Politbüros des ZK der KPdSU gewählt, dessen Vollmitglied er im April 1973 wurde.
Im Mai 1982 wurde er als Nachfolger Michail Suslows zum zweiten Mal Sekretär des ZK der KPdSU und war in dieser Funktion für Ideologiefragen zuständig.

### Generalsekretär der KPdSU
Am 12. November 1982 wurde Andropow mit 68 Jahren zum Generalsekretär der Kommunistischen Partei der Sowjetunion gewählt. Die Wahl erfolgte zwei Tage nach Leonid Breschnews Tod. Am 16. Juni 1983 wurde er zudem Vorsitzender des Präsidiums des Obersten Sowjets der Sowjetunion und somit Staatsoberhaupt.
Schon bei der Wahl zum Generalsekretär war sein Gesundheitszustand sehr schlecht. Er litt an Diabetes mellitus, Bluthochdruck und fortschreitendem Nierenversagen, das sich auch nicht mehr durch den Anschluss an eine künstliche Niere bessern ließ. In den letzten sechs Monaten seines Lebens nahm Andropow keine öffentlichen Termine mehr wahr. Nach nur 15 Monaten Regierungszeit, von denen er die letzten fünf Monate aufgrund seiner gesundheitlichen Probleme kaum regierungsfähig war, starb er Anfang Februar 1984 in Moskau. Er wurde an der Kremlmauer beerdigt.
Sein Nachfolger Tschernenko war drei Jahre älter als er (* 1911); auch er regierte nur kurz bis zu seinem Tod am 10. März 1985. Die damaligen Sowjetführungen werden auch als Gerontokratie bezeichnet.

## Politische Positionen
Andropow versuchte eine schrittweise Demokratisierung unter Kontrolle von KGB und KPdSU des staatlichen und wirtschaftlichen Lebens; massive Steigerung der Bedeutung und des tatsächlichen Einflusses gewählter Vertretungskörper (Sowjets) auf allen Ebenen gemäß ihrer verfassungsmäßigen Rolle als Grundbausteine des sowjetischen Staatsaufbaus und Belebung ihrer parlamentarischen (legislativen und kontrollierenden) Tätigkeit; klarere Abgrenzung der Zuständigkeiten von Staat, Partei und gesellschaftlichen Organisationen; vermehrte Einflussnahme letzterer auf politische Entscheidungen.
Andropow sah mit dem Polnischen Aufstand der Solidarność, dass man sich nicht einfach von der Arbeiterschaft entfernen kann. So verteilte der Generalsekretär Anteilsscheine für Wohnungen und Reisen gerechter. Auch die Korruption innerhalb des Parteiapparats ließ Andropow untersuchen und scheute dabei nicht davor zurück, deswegen Teile von Breschnews Familie zu verfolgen.
Der Spiegel nannte Andropow rückblickend „intellektuell“, wies auf dessen Anstrengungen zur Bekämpfung der Korruption unter Parteifunktionären hin, und deutete die Ernennung Tschernenkos, von dem eine Richtungsänderung erwartet wurde, als „Rache des Apparats“.

## Werkausgaben

### In russischer Sprache
Zu Lebzeiten Andropows erschienen in der Sowjetunion zwei Ausgaben mit gesammelten Reden und Schriften in russischer Sprache, dazu zahlreiche Sammlungen und Einzelausgaben in anderen Sprachen der Sowjetunion:
- Ju. V. Andropov: Izbrannye reči i stat'i. Izdatel'stvo političeskoj literatury, Moskau 1979.
- Ju. V. Andropov: Izbrannye reči i stat'i. Izdatel'stvo političeskoj literatury, Moskau 19832.

Nach Andropows Ableben erschien 1984 eine dritte, deutlich umfangreichere und insgesamt die vollständigste Ausgabe seiner Reden und Schriften in russischer Sprache, die neben einigen älteren, in die ersten beiden Ausgaben nicht aufgenommenen Texten aus der Zeit vor 1982 auch sämtliche Reden und Aufsätze aus Andropows Zeit als Generalsekretär der KPdSU enthält:
- Ju. V. Andropov: Leninizm – neisčerpaemyj istočnik revoljucionnoj ėnergii i tvorčestva mass. Izbrannye reči i stat’i. Izdatel'stvo političeskoj literatury, Moskau 1984.

### In deutscher Sprache
In deutscher Sprache erschienen im Jahr 1983 in der DDR und in der BRD jeweils eine Ausgabe der Reden und Schriften Andropows. Die BRD-Ausgabe enthält eine begrenzte Auswahl an teilweise gekürzten Texten bis zum April 1983, jene aus der DDR ist eine vollständige Übersetzung der zweiten russischen Auflage und reicht bis Juni 1983:
- Juri Andropow: Ausgewählte Reden und Schriften. Dietz-Verlag, Berlin (DDR) 1983.
- Juri Andropow: Reden und Schriften. Pahl-Rugenstein, Köln 1983, ISBN 3-7609-0792-X.

Anfang 1984 erschien in Moskau noch eine umfangreichere, den Zeitraum bis November 1983 abdeckende, deutsche Ausgabe:
- J. W. Andropow: Ausgewählte Reden und Aufsätze. Verlag Progress, Moskau 1984.

### In englischer Sprache
Auf Englisch erschienen 1983 zwei Auflagen einer Ausgabe der Reden und Schriften im Pergamon Verlag. Sie basieren auf der russischen Ausgabe von 1983; die erweiterte zweite Auflage reicht bis Juni 1983. Mitte 1984 folgte im sowjetischen Progress Verlag eine Ausgabe, die den Zeitraum bis November 1983 abdeckt:
- Y. V. Andropov: Speeches and writings. Pergamon Press, Oxford / New York 19832
- Yuri Andropov: Selected speeches and articles. Progress Publishers, Moskau 1984

## Auszeichnungen
Andropow wurde 1974 mit dem Ehrentitel „Held der sozialistischen Arbeit“ sowie insgesamt viermal mit dem Leninorden, je einmal mit dem Orden der Oktoberrevolution und dem Rotbannerorden und dreimal mit dem Rotbannerorden der Arbeit ausgezeichnet.

## Sonstiges
1983 wurde Andropow gemeinsam mit Ronald Reagan vom Time Magazine zum Mann des Jahres gewählt. Die Stadt Rybinsk war von 1984 bis 1989 nach Andropow benannt.
Das vierte Schiff des Projekts 1144 war nach Andropow benannt, erhielt aber nach dem Zusammenbruch der Sowjetunion den Namen Pjotr Welikij (Peter der Große) und ist das Flaggschiff der russischen Nordflotte.

## Zitate
- einem seiner Mitarbeiter zufolge: „In etwa 15 bis 20 Jahren können wir uns erlauben, was sich momentan der Westen erlaubt – größere Meinungsfreiheit, Informationsfreiheit, eine plurale Gesellschaft, verschiedene Kunstrichtungen. Aber das geht erst in rund 15 bis 20 Jahren, falls es uns gelingt, das Lebensniveau der Bevölkerung anzuheben. Aber momentan machst du dir keine Vorstellung davon, was für eine Stimmung in unserem Land herrscht.“